# Arrest Wielockx
Het arrest Wielockx is een uitspraak van het Europees Hof van Justitie van 11 augustus 1995 (zaak C-80/94), inzake de fiscale oudedagsreserve in de Nederlandse inkomstensbelasting.

## Casus en procesverloop
2. [Het gaat om] een geschil tussen Wielockx, van Belgische nationaliteit en woonachtig in België, en de Inspecteur der directe belastingen (hierna: "inspecteur") over de weigering van deze laatste om het belastbaar inkomen van betrokkene te verminderen met de toevoegingen aan de oudedagsreserve.
10. Wielockx is zelfstandig fysiotherapeut te Venlo (Nederland) en als zodanig maat in een maatschap. Hij verwerft al zijn inkomsten in Nederland en is aldaar belastingplichtig.
11. Wielockx verzocht de inspecteur het in 1987 in Nederland genoten belastbaar inkomen (...) te verminderen met 5145 HFL uit hoofde van toevoeging aan de oudedagsreserve. Dit verzoek werd door de inspecteur afgewezen.
12. Wielockx kwam daarvan in beroep bij de belastingkamer van het Gerechtshof te 's-Hertogenbosch.

Het gerechtshof heeft het Hof van Justitie verzocht om een prejudiciële beslissing.

## Rechtsvraag
Deze belastingplichtige met woonplaats in een andere lidstaat kan in Nederland geen fiscale oudedagsreserve
vormen ten laste van het belastbaar inkomen. Is dit verenigbaar met Artikel 52 EEG-verdrag? (Neen.)

13. Met de eerste en de derde vraag wenst de nationale rechter in wezen te vernemen, of artikel 52 van het
Verdrag zich ertegen verzet, dat een Lid-Staat zijn inwoners toestaat, de voor de vorming van een oudedagsreserve
bestemde winst uit onderneming op het belastbaar inkomen in mindering te brengen, doch dit voordeel onthoudt aan
belastingplichtige gemeenschapsonderdanen die weliswaar in een andere Lid-Staat wonen, maar in de eerste staat
(nagenoeg) al hun inkomsten verwerven.
14. Met de tweede vraag wenst de verwijzende rechter te vernemen, of een dergelijk verschil in behandeling kan worden gerechtvaardigd door het feit, dat de periodieke uitkeringen die de niet-ingezeten belastingplichtige
nadien uit de oudedagsreserve uitbetaald krijgt, niet zijn belast in de staat waar hij zijn beroepswerkzaamheden
uitoefent, maar in de staat van de woonplaats, waarmee die staat een bilaterale overeenkomst tot het vermijden
van dubbele belasting heeft gesloten.

## Uitspraak Hof
Het in dit geval niet toestaan van een fiscale oudedagsreserve is in strijd met de vrijheid van vestiging (artikel 52 EEG-verdrag).

[dictum] Een regeling van een Lid-Staat, op grond waarvan ingezetenen van deze staat de voor de vorming van een oudedagsreserve bestemde winst uit onderneming op het belastbaar inkomen in mindering kunnen brengen, doch die dit voordeel onthoudt aan belastingplichtige gemeenschapsonderdanen die in een andere Lid-Staat wonen, maar in de eerste staat (nagenoeg) hun gehele inkomen verwerven, kan niet worden gerechtvaardigd door het feit, dat de periodieke uitkeringen die de niet-ingezeten belastingplichtige nadien uit de oudedagsreserve uitbetaald krijgt, niet in deze staat zijn belast, maar in de staat van de woonplaats — waarmee de eerste staat een bilaterale overeenkomst tot het vermijden van dubbele belasting heeft gesloten —, zelfs indien de veralgemening van het voordeel een strikte samenhang tussen de aftrekbaarheid van toevoegingen aan de oudedagsreserve en de belastbaarheid van afnemingen daarvan onder het in de eerste staat geldende belastingstelsel niet kan waarborgen.
Een dergelijk verschil in behandeling is derhalve in strijd met artikel 52 van het Verdrag.

## Conclusie
Deze belastingplichtige met woonplaats in een andere lidstaat, heeft in Nederland recht op de vorming van een oudedagsreserve ten laste van zijn belastbaar inkomen.